# Franz Schmitz (Architekt)
Franz Schmitz (* 8. November 1832 in Köln; † 8. August 1894 in Baden-Baden) war ein deutscher Architekt des Historismus. Von 1859 bis 1868 war er Domwerkmeister am Kölner Dom, von 1890 bis zu seinem Tod Dombaumeister am Straßburger Münster.

## Leben
Schmitz besuchte das Kölner Marzellengymnasium. Von 1848 bis 1852 absolvierte er eine Maurer- und Steinmetzlehre an der Dombauhütte Köln. Danach wurde er deren Mitarbeiter. In dieser Zeit begann er, den gesamten Dom mit Architektur und Inventar metrisch und grafisch zu dokumentieren. 1859 wurde er als Nachfolger seines Lehrers Friedrich von Schmidt Domwerkmeister, zunächst unter Dombaumeister Ernst Friedrich Zwirner, seit 1861 unter Richard Voigtel. Ein Konflikt mit der Dombauverwaltung hatte 1868 seinen Austritt aus der Dombauwerkstatt zur Folge. Danach führte er als freier Architekt vor allem Kirchenneubauten und -restaurierungen durch und vollendete bis 1880 die große Domdokumentation. 1884 wurde er Diözesanbaumeister des Erzbistums Köln, 1890 als Nachfolger seines einstigen Schülers und Mitarbeiters August Hartel Dombaumeister in Straßburg. Auch hier plante er eine groß angelegte Baudokumentation. 
1893 wurde er Mitglied der Königlichen Akademie der Künste zu Berlin.

## Bauten und Entwürfe
Neubauten (mit Jahr der Fertigstellung)
- 1864: Wettbewerbsentwurf für die Dreikönigskirche in Frankfurt-Sachsenhausen (1. Preis, nicht ausgeführt)
- 1875: Siegesbrunnen in Lübeck (1935 abgebrochen)
- 1880 Den katolske Vor Frue Kirke in Aarhus
- 1888: St. Severin in Hürth-Hermülheim
- 1892: St. Judas Thaddäus in Heisterbacherrott
- 1890: St. Martin in Hürth-Fischenich
- 1891: St. Laurentius in Odenkirchen
- 1891: St. Johannes der Täufer in Ahrem
- 1892: St. Clemens in Solingen
- 1892: St. Mariä Himmelfahrt in Essen-Altendorf
- 1892: St. Theresia in Mülheim-Selbeck

Restaurierungen
- St. Severin, St. Gereon und St. Ursula in Köln
- Bonner Münster
- St. Nikolaus in Aachen
- Schlosskirche in Meisenheim
- St. Anna in Düren

## Schriften
- Der Dom zu Coeln, seine Construction und Ausstattung. (drei Bände) 1868–1880.